# Маралгёль
Маралгёль (азерб. Maralgöl) — одно из горных озёр Азербайджана в Гёйгёльском районе.
Находится на высоте 1902 м. Его площадь составляет около 23 га. Озеро образовалось после обрушения горных пород в результате землетрясения. Озеро Маралгёль сточное, вытекающая река Верхнее Ахсу впадает в Гёйгёль. В Маралгёль впадают 5 мелких рек. Максимальная глубина Маралгёля — 61 м.